# Údol
Údol es un municipio del distrito de Stará Ľubovňa en la región de Prešov, Eslovaquia, con una población estimada a final del año 2024 de 367 habitantes.
Se encuentra ubicado al noroeste de la región, cerca del río Poprad (cuenca hidrográfica del río Vístula) y de la frontera con  Polonia.

## Demografía
| Año        | 1994 | 2004    | 2014    | 2024    |
| ---------- | ---- | ------- | ------- | ------- |
| Población  | 459  | 417     | 396     | 367     |
| Diferencia |      | −9,15 % | −5,03 % | −7,32 % |

| Año        | 2023 | 2024    |
| ---------- | ---- | ------- |
| Población  | 370  | 367     |
| Diferencia |      | −0,81 % |